# Judy LaMarsh
Pour les articles homonymes, voir LaMarsh.
Julia Verlyn LaMarsh (20 décembre 1924-27 octobre 1980) est une femme politique canadienne de l'Ontario. Elle est députée fédérale libérale de la circonscription ontarienne de Niagara Falls de 1960 à 1968. Elle est la seconde femme à servir au cabinet fédéral sous les gouvernements minoritaires de Lester B. Pearson.

## Biographie
Née en Chatham en Ontario, LaMarsh grandit à Niagara Falls. Bien que formée en tant qu'enseignante, elle n'exercera jamais ce métier. Pendant la Seconde Guerre mondiale, elle s'engage dans le Canadian Women's Army Corps (en) et obtient le grade de sergent après avoir parcourue le pays de 1943 à 1946. Elle travaille aussi avec le Corps du génie royal canadien à Halifax et, après avoir étudié le japonais à Vancouver, elle s'engage comme traductrice pour le service de renseignements des soldats nippons-canadiens.
À la fin de la guerre, elle étudie au Collège Victoria de l'Université de Toronto et à Osgoode Hall où elle devient avocate en 1950. Nommée au Barreau de l'Ontario, elle s'associe à la firme de son père et pratique à Niagara Falls

## Carrière politique
Après plusieurs insuccès afin d'obtenir un siège de députée provinciale à Queen's Park, LaMarsh est élue députée à la suite d'une élection partielle dans Niagara Falls en 1960. Réélue en 1962 et après la victoire libérale en 1963, LaMarsh devient la seconde femme ministre du gouvernement fédéral.
En tant que ministre de la Santé, elle contribue à la mise en place de Régime de pensions du Canada et élabore le premier programme d'assurance-maladie canadien. Avec l'adoption par le parlement de l'assurance-maladie, elle devient la première responsable gouvernementale à s'opposer publiquement à la publicité liée aux produits du tabac. Le 17 juin 1963, elle déclare en chambre que « Il existe des preuves scientifiques que le tabagisme est une cause contributive du cancer du poumon et qu'il peut également être associé à la bronchite chronique et aux maladies coronariennes ».
En tant que secrétaire d'État, elle préside les célébrations du Centenaire du Canada en 1967, présente la Loi sur la radiodiffusion en 1968 et siège à la Commission royale d'enquête sur la situation de la femme au Canada.
Lors de la course à la chefferie (en) libérale de 1968, elle supporte Paul Hellyer afin de remplacer Pearson. Lorsqu'il apparut évident que Hellyer ne puisse remporter la course, elle l'exhorte de se retirer et de rapidement supporter un autre candidat pour contrer Pierre Trudeau. Alors qu'elle était filmée en direct par des caméras de la CBC, elle déclare à Hellyer Paul, tu dois aller voir [Robert] Winters. Ne laisse pas ce bâtard gagner, Paul – il n'est même pas un libéral. LaMarsh se retire de la politique après la victoire de Trudeau.

## Après la politique
À la suite de sa démission, elle retourne à la pratique du droit et défend régulièrement des procès concernant les droits civiques et des causes liées au droits LGBT.
LaMarsh écrit trois livres, dont Memoirs of a Bird in a Gilded Cage son autobiographie sur sa carrière politique, et devient présentatrice à la radio de la CBC de l'émission This Country in the Morning (en) en 1974 et de l'émission Judy de 1975 à 1976.
En avril 1975, le premier ministre ontarien Bill Davis la choisit pour diriger la Commission royale sur la violence dans l'industrie des communications.
Aux prises avec un cancer du pancréas en 1979, elle se voit remettre l'Ordre du Canada sur son lit d'hôpital. Elle meurt en 1980 près de 20 ans après sa première victoire électorale.

## Affaire judiciaire de diffamation
Dans l'affaire Murphy v. LaMarsh, elle a été condamnée en diffamation pour des déclarations contenues dans son livre Memoirs of a Bird in a Guilded Cage, où elle avait fait la déclaration suivante : 

« Un jeune reporter de radio impétueux, nommé Ed Murphy, vivement détesté par la plupart des membres de la Tribune de la presse et des députés, avait appris d'une manière ou d'une autre que Maurice Lamontagne (alors secrétaire d'État et ami et conseiller de longue date du premier ministre) avait acheté des meubles mais ne les avait pas payés. »

Le juge dans cette affaire a conclu :

« Je ne puis accepter l'argument des appelants. Je pense que le lecteur intelligent moyen conclurait raisonnablement que les mots dans leur contexte (y compris leur insertion entre parenthèses) signifient que l'intimé était en fait profondément détesté par la plupart des membres de la tribune de la presse et des députés de la Chambre des communes. Je conviens avec le juge de première instance que ce sens est diffamatoire au sens juridique. La défense de commentaire loyal constituait le fondement du deuxième moyen d'appel. Je suis d'accord avec mon confrère Maclean que cette défense échoue parce que le fait énoncé n'a pas été prouvé comme étant vrai et doit donc être présumé faux. Les appelants n'ont pas plaidé ni tenté de prouver la justification. [...] Je rejetterais donc le pourvoi. »

Cette affaire est mentionnée à titre illustratif dans les ouvrages de doctrine de common law pour enseigner les bases du droit canadien de la diffamation.